# Irving D. Tressler
Irving Dart Tressler (* 12. August 1908 in Madison, Wisconsin; † 16. Februar 1944 in Shorewood Hills, Wisconsin) war ein amerikanischer Schriftsteller und Journalist.

## Leben
Tressler war Absolvent der University of Wisconsin, die er 1930 mit dem Bachelor of Arts über das Thema Door County sketches abschloss. Von 1934 bis 1936 war er Mitherausgeber der Zeitschrift Life. Von 1936 bis 1939 war er Autor des monatlich erschienenen Scribner’s Magazine Quiz. Seine Artikel erschienen in einer Vielzahl von Zeitschriften. Er war auch Autor mehrerer Bücher, darunter der 1937 erschienene Bestseller How to Lose Friends and Alienate People, der auch ins Spanische (Como perder amigos y crearse enemistades) und Portugiesische (Como perder amigos e aborrecer pessoas) übersetzt wurde. Hierbei handelt es sich um eine Parodie des Bestsellers Wie man Freunde gewinnt (How to Win Friends) von Dale Carnegie. Der englischsprachige Titel der Parodie wurde vom britischen Journalisten Toby Young für seinen 2002 erschienenen Bestseller How to Lose Friends & Alienate People verwendet, der unter dem Titel New York für Anfänger (How to Lose Friends & Alienate People) 2008 verfilmt wurde. Am 16. Februar 1944 beging Tressler in Shorewood Hills, Wisconsin im Alter von 35 Jahren Selbstmord, nachdem er aufgrund seines schlechten Gesundheitszustandes sehr niedergeschlagen gewesen war.

## Werke
- 1937: How to Lose Friends and Alienate People, Stackpole Sons, New York
  - 1946: Como perder amigos e aborrecer pessoas, Editora Assunção, (Übersetzung in brasilianisches Portugiesisch von Célio de Lima Carvalho, bisher 27 Auflagen)
  - 1951: Como perder amigos y crearse enemistades, Albatros, Mexiko (spanische Übersetzung von Carlos R. Cámara)
- 1938: The Tressler Quiz, Stackpole Sons, New York
- 1939: With Malice To All, Stackpole Sons, New York
- 1940: Horse and buggy daze, Howell, Soskin and Company, New York
- 1941: Readers digest very little; or, A treasury of the world's greatest litter, Howell, Soskin and Company, New York